# 岸本左一郎
岸本 左一郎（きしもと さいちろう、1822年（文政5年） - 1858年（安政5年））は、江戸時代の囲碁棋士。石見国大森生まれ、本因坊丈和門下、追贈七段。橘堂の号もある。

## 経歴
出雲国山下閑休に文を学ぶ。1838年に江戸へ出て本因坊丈和に入門し、17歳で初段。その後江戸と石見を行き来しながら、跡目秀和に次いで、本因坊門の塾頭となり、五段に進む。帰郷して備前周辺で活動、著書『活碁新評』には篠崎小竹の序がある。
31歳で再度江戸へ出た後、同じ五段で同門の鶴岡三郎助、安井門下の鬼塚源治とともに、六段昇段を本因坊家、安井家、林家で合意されるが、やはり六段を望んでいた井上因碩（錦四郎）に反対され、3名は争碁を望むが因碩は受けなかった。1856年（安政3年）に左一郎が帰省することになったため、家元三家は因碩を含めた4人に六段昇段を認めた。
37歳の時に郷里で病没し、秀和は村瀬秀甫と岩田右一郎を送って七段を追贈した。7歳年下で入門の近い秀策との対局が多く残っている。本因坊家では内垣末吉、岩田右一郎を指導し、岩田は左一郎の死後に碑を作っている。著作『活碁新評』は、当時棋書といえば打碁集か詰碁が多かったところ、実戦的な手筋を集めたところに意義があるとされる（秋山次郎『活碁新評』はじめに）。

## 著作
- 『活碁新評』1848年（岸本橘堂名義、手筋130図）
- 『常用妙手』1855年（詰物144図、シチョウ2図）